# MENA
     Comunemente accettati come Stati MENA.
     A volte considerati anch'essi parte della regione.

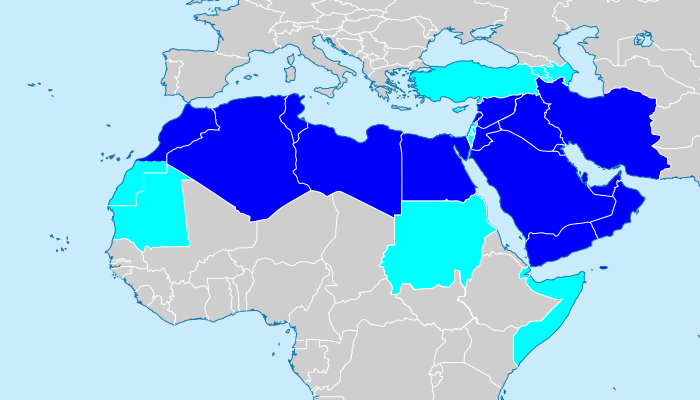
Comunemente accettati come Stati MENA.
A volte considerati anch'essi parte della regione.

Il termine MENA (Middle East and North Africa) è un acronimo di "Medio Oriente e Nordafrica", spesso usato da accademici, pianificatori militari ed economisti. Il termine si riferisce a un'ampia regione, estesa dal Marocco all'Iran, che include la maggior parte sia degli Stati mediorientali che del Maghreb. Il termine è sinonimo di Grande Medio Oriente (quest'ultimo, però, ricomprende a volte Pakistan e/o Afghanistan)
La popolazione della regione MENA, secondo la sua estensione minima, è di circa 381 milioni di persone, circa il 6% della popolazione totale del mondo. Per la sua estensione massima, la popolazione è di circa 523 milioni.